# Contea di Fionia
La contea di Fionia (in danese Fyns Amt) era una delle 13 contee della Danimarca, le contee sono state abolite con la riforma amministrativa entrata in vigore il 1º gennaio del 2007 e sono state sostituite da cinque regioni.
La contea comprendeva le isole di Fionia, Langeland, Tåsinge, Ærø, e circa 90 altre isole minori delle quali solo 25 erano abitate; a partire dal 1º gennaio 2007 l'area è stata accorpata alla regione della Danimarca meridionale.

## Comuni
(abitanti al 1º gennaio 2006)
- Årup (5.461)
- Årslev (9.376)
- Ærø (6.873)
- Assens (10.959)
- Bogense (6.487)
- Broby (6.331)
- Egebjerg (8.924)
- Ejby (10.192)
- Faaborg (17.248)
- Glamsbjerg (5.924)
- Gudme (6.530)
- Hårby (5.045)
- Kerteminde (11.011)
- Langeskov (6.417)
- Middelfart (20.599)
- Munkebo (5.811)
- Nørre Åby (5.626)
- Comune di Nyborg (19.134)
- Odense (186.595)
- Ørbæk (6.884)
- Otterup (11.023)
- Ringe (11.269)
- Rudkøbing (6.647)
- Ryslinge (6.920)
- Svendborg (43.052)
- Sydlangeland (4.034)
- Søndersø (11.366)
- Tommerup (7.865)
- Tranekær (3.439)
- Ullerslev (5.190)
- Vissenbjerg (6.115)